# Ponte dos Barreiros
A Ponte dos Barreiros (oficialmente Ponte Jornal A Tribuna ) é um complexo viário composto por uma ponte rodoviária e outra ferroviária que ligam a região insular à área continental de São Vicente, transpondo o Canal dos Barreiros.

## 1ª Ponte (1914-1952)
A ponte foi construído pelos ingleses da Southern San Paulo Railway, como parte da ferrovia Santos-Juquiá, que liga o Vale do Ribeira ao Porto de Santos, transpondo o canal que separa a área Continental da região insular da Ilha de São Vicente, onde o porto está localizado. Em 31 de maio de 1911, o governo de São Paulo aprova o projeto da ponte apresentado pela empresa Brazilian Railway Construction Company Ltda., de estrutura metálica, através do Decreto 2059/1911. A construção sobre o Canal dos Barreiros foi considerada a obra mais demorada, pois foi estaqueada com eucaliptos vindos do Paraná por via marítima. Esse mesmo tipo de construção de ponte foi adotado na travessia do Rio Itanhaém. A ponte, com estrutura metálica importada da Europa, foi concluída em fins de 1911. A viagem inaugural da ponte, que contou com a presença do presidente do estado Manuel Joaquim de Albuquerque Lins e de políticos como o deputado estadual Washington Luís, Olavo Egídio de Sousa Aranha e Antônio de Pádua Sales, ocorreu em 25 de abril de 1912.
Em 17 de janeiro de 1914, foi inaugurada o primeiro trecho da linha ferroviária entre Santos e Conceição do Itanhaém, a qual a ponte fazia parte. Em novembro de 1927, o Governo do Estado comprou a linha e a entregou à Estrada de Ferro Sorocabana e o trecho entre Santos e Samaritá foi incorporado à Linha Mairinque-Santos, ampliando o tráfego na ponte.

## Modernização da Ponte (1952-)
Com o crescimento do tráfego, a antiga ponte torna-se obsoleta, requerendo sua modernização. Em abril de 1951, uma comissão de deputados estaduais realiza uma inspeção e atesta a necessidade de substituição da velha ponte metálica. Um estudo indica que a construção de uma nova ponte custará Cr$ 140.000.000,00 enquanto que a modernização da estrutura existente custará Cr$ 10.000.000,00. Dessa forma, a Sorocabana opta pela modernização da ponte, desmontando parte da estrutura metálica e construindo novos pilares de concreto. As obras, que deveriam ser concluídas em meados de 1953, atrasam e só são encerradas em 1955.
A ponte serviu o transporte ferroviário de passageiros até julho de 1999 com o Trem Intra Metropolitano da FEPASA, e ao transporte de cargas até janeiro de 2003 quando o trecho entre Santos e Samaritá foi totalmente desativado. 

### VLT
A partir de 2019, a ponte ferroviária (de 600 m de comprimento e 4,60 m de largura ) será reformada pela Empresa Metropolitana de Transportes Urbanos de São Paulo (EMTU), que pretende utilizá-la na extensão da Linha 1 do VLT da Baixada Santista, que está reaproveitando por completo o leito ferroviário do trecho Santos-Samaritá

## Ponte Rodoviária dos Barreiros
Apesar da construção da Rodovia dos Imigrantes em 1976, o distrito Samaritá permanece isolado, despertando protestos de moradores contra a falta de infraestrutura. Em 1981, o DER-SP investiu num projeto de ponte rodoferroviária para atender o distrito. Para realizar a obra, o governo paulista contaria com um financiamento federal da EBTU (dentro do projeto Aglomerados Urbanos -AGLURB), que acabou não autorizado. No ano seguinte, lideranças populares entregam um abaixo assinado com 45 mil assinaturas de moradores de São Vicente pleiteando a obra da ponte rodoviária.
Em 1987, a Companhia de Desenvolvimento de São Vicente (CODESAVI-órgão daquela municipalidade),a DERSA e o DER-SP contratam a construtora Camargo Corrêa para construir a ponte rodoviária dos Barreiros. Em 1990, a obra estava parada e prestes a ser retomada. A obra foi realizada com frequentes paralisações por falta de recursos, tendo sido inaugurada em 1995.
E no final de Março de 2020 a construtora Terracom Construções LTDA venceu a licitação de reforma da Ponte dos Barreiros, que foi planejada desde 2019, por mais que já existia um laudo exigindo a reforma da Ponte dos Barreiros em 2002.